# Église Saint-Martin de Limal
L'église Saint-Martin est une église baroque située à Limal, section de la commune belge de Wavre, en Brabant wallon.

## Historique
L'église Saint-Martin de Limal fut reconstruite en style baroque de 1649 à 1692 à l’initiative de don Thomas Lopez de Ulloa, seigneur de Limal.
Cette église fut partiellement détruite par le bombardement aérien du 20 avril 1944 qui détruisit complètement sa voisine, l'église Saint-Géry de Limelette. Ce raid s'inscrivait dans le programme allié de destruction de l'infrastructure logistique allemande et visait les installations ferroviaires du nœud des lignes Bruxelles-Namur et Louvain-Charleroi et plus particulièrement la gare d'Ottignies et la cinquantaine de locomotives allemandes qui s'y trouvaient. Il fut annoncé par la radio anglaise au cours de la journée : « SEINGITTO (Ottignies à l'envers) mourra ce soir ». Ce bombardement « en tapis », mené par 196 avions alliés, largua 1500 à 2000 bombes sur une zone allant de Moriensart à Limal et fit 84 victimes dont 41 à Limelette,.
L'église fut restaurée en 1949-1950 comme l'atteste la pierre insérée dans la partie gauche de la façade :

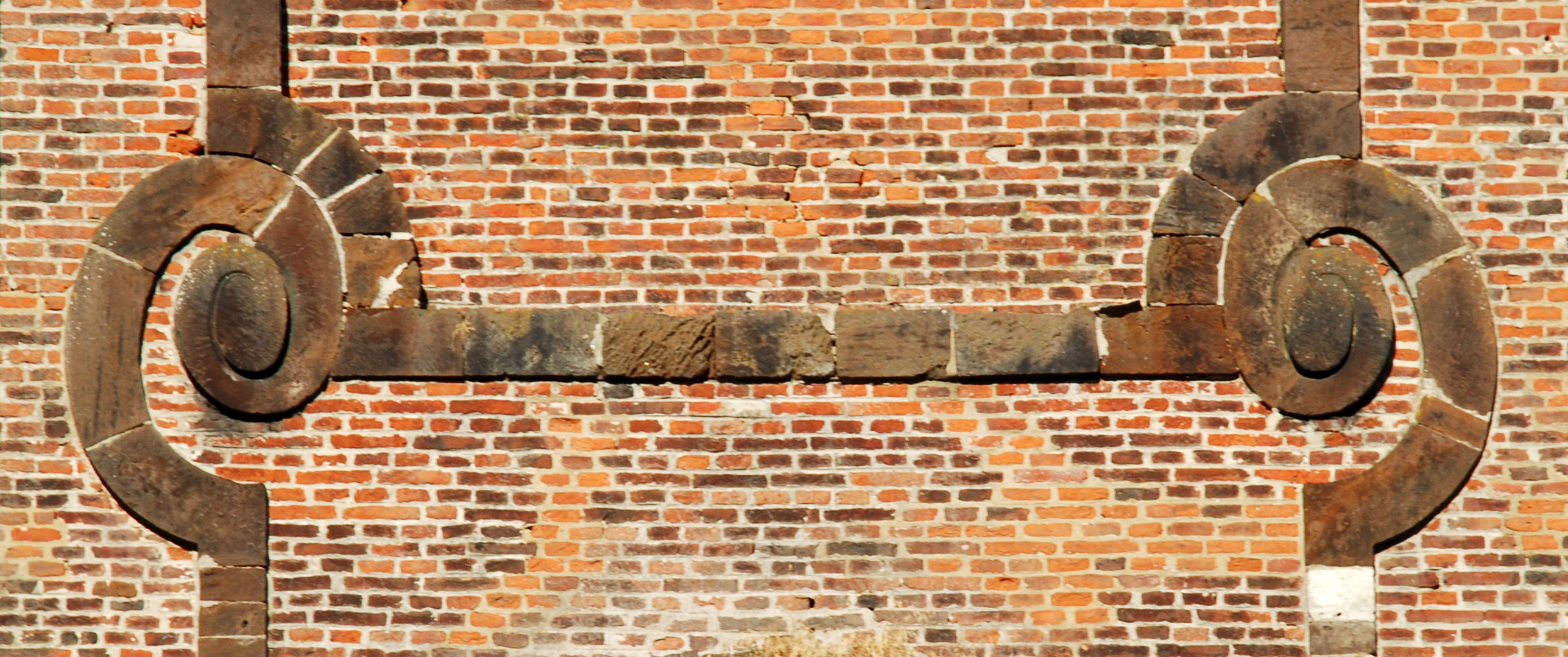
Volutes baroques de la façade.

« hic lapis reædificationis 

ecclesiae s.martini limaliae 

tragica nocte 20 aprilis 1944 

partim destructae 

positus die 19 septembris 1949 »

## Architecture extérieure

### La façade occidentale

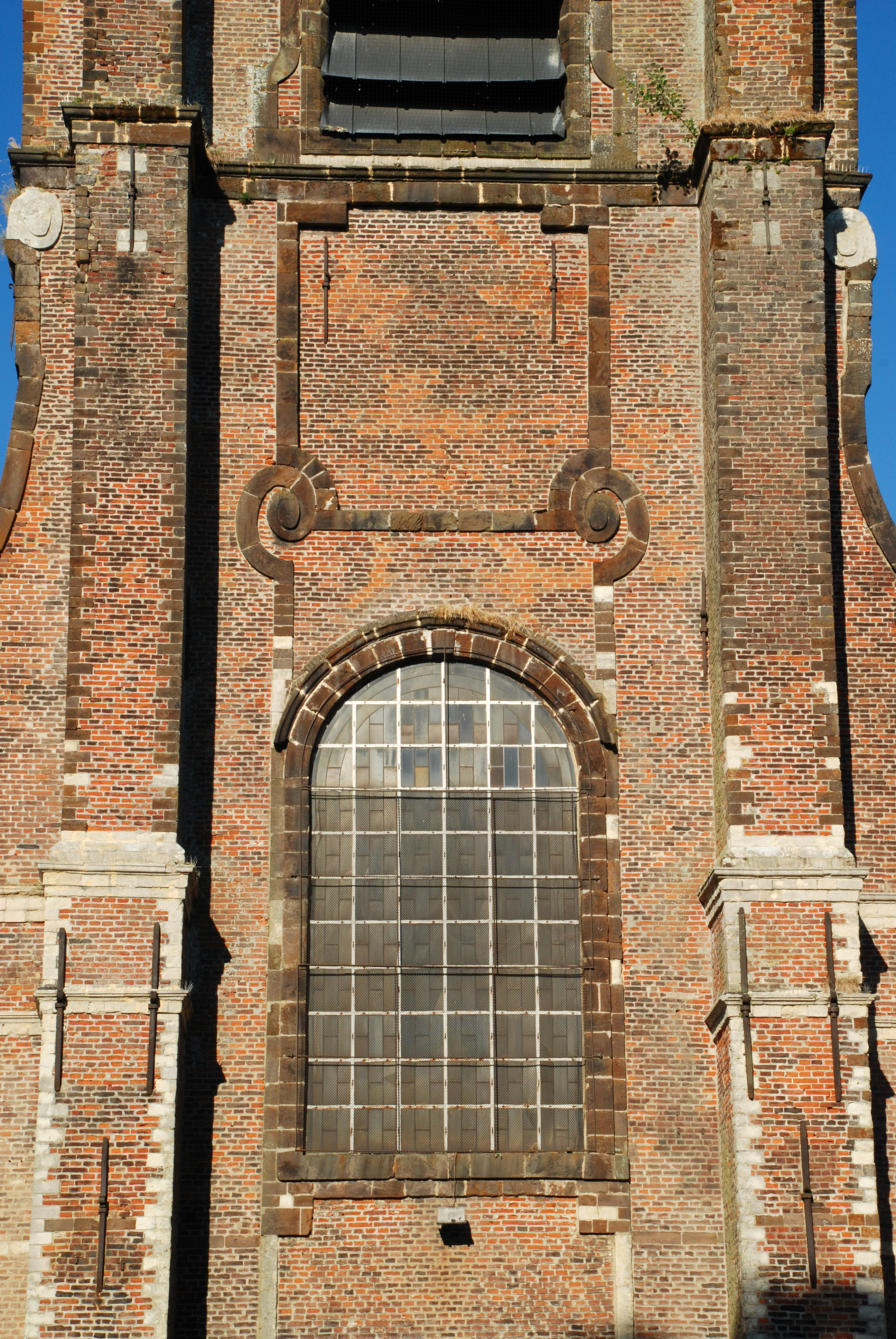
La verrière et le décor à volutes qui la surmonte.

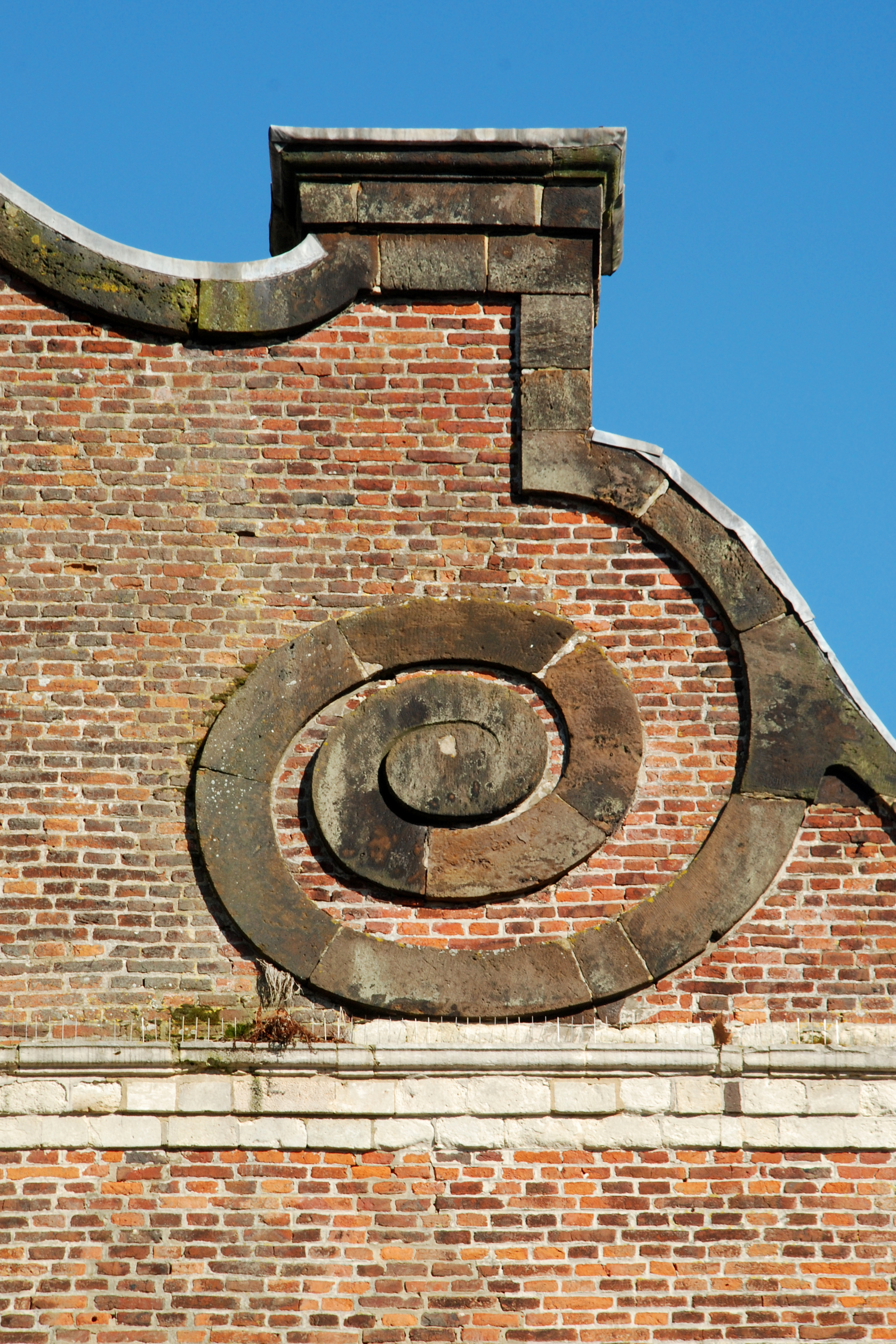
Volute baroque du pignon.

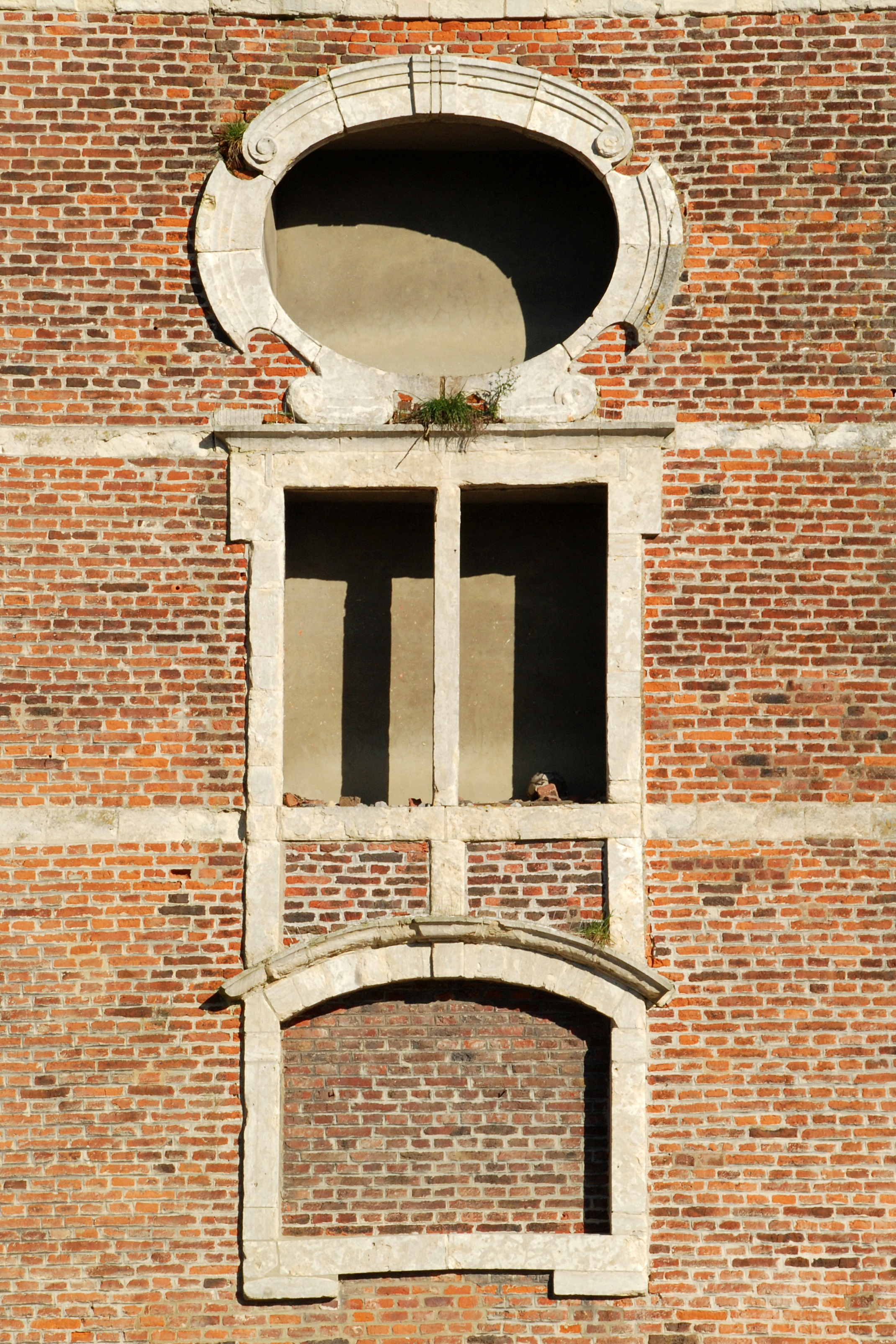
Décoration et cartouche de grès blanc.

L'église présente une façade édifiée en briques rouges et rehaussée d'éléments en grès ferrugineux et en grès blanc.
Cette façade tripartite est dominée par une puissante tour et rythmée par de puissants contreforts aux chaînages d'angle de grès blanc dans la partie basse et de grès ferrugineux dans la partie haute.
La partie centrale de la façade repose sur un soubassement en grès ferrugineux et est segmentée verticalement par des bandes réalisées dans ce même matériau.
Elle présente un beau portail en grès blanc. Les piédroits harpés et aux impostes saillantes supportent un arc en plein cintre sommé d'une clé très érodée. L'arc est bordé d'un larmier en grès de couleur légèrement plus foncée.
Ce portail est surmonté d'une grande verrière cintrée présentant un encadrement de grès ferrugineux.
Les parties latérales de la façade sont segmentées verticalement par des bandes et des cordons de grès blanc et surmontées par d'impressionnantes volutes de grès ferrugineux qui forment comme un pignon encadrant et supportant le clocher. Elles sont ornées par de grands cartouches de grès blanc constitués d'un rectangle segmenté par un arc surbaissé, le tout surmonté d'un ovale.

### Le clocher
Un puissant clocher carré prolonge la façade occidentale. Surmonté d'une étroite flèche octogonale, il est composé de trois registres séparés par des cordons de grès ferrugineux.
Le premier registre est orné de deux volutes en grès ferrugineux qui prolongent la verrière et supportent un motif ornemental carré en grès ferrugineux. Chaque face du second registre est percée d'une baie cintrée à encadrement de grès ferrugineux et à clé d'arc saillante. Quant au troisième registre du clocher, il est orné de grandes horloges à encadrement de grès ferrugineux et surmontées d'une boule de pierre.

### Le chevet
L'église Saint-Martin possède un austère chevet à trois pans, percé de deux grandes fenêtres cintrées et présentant pour toute ornementation des bandes horizontales et des chaînages d'angle en grès blanc. Ce chevet est prolongé par une sacristie carrée.

## Architecture intérieure

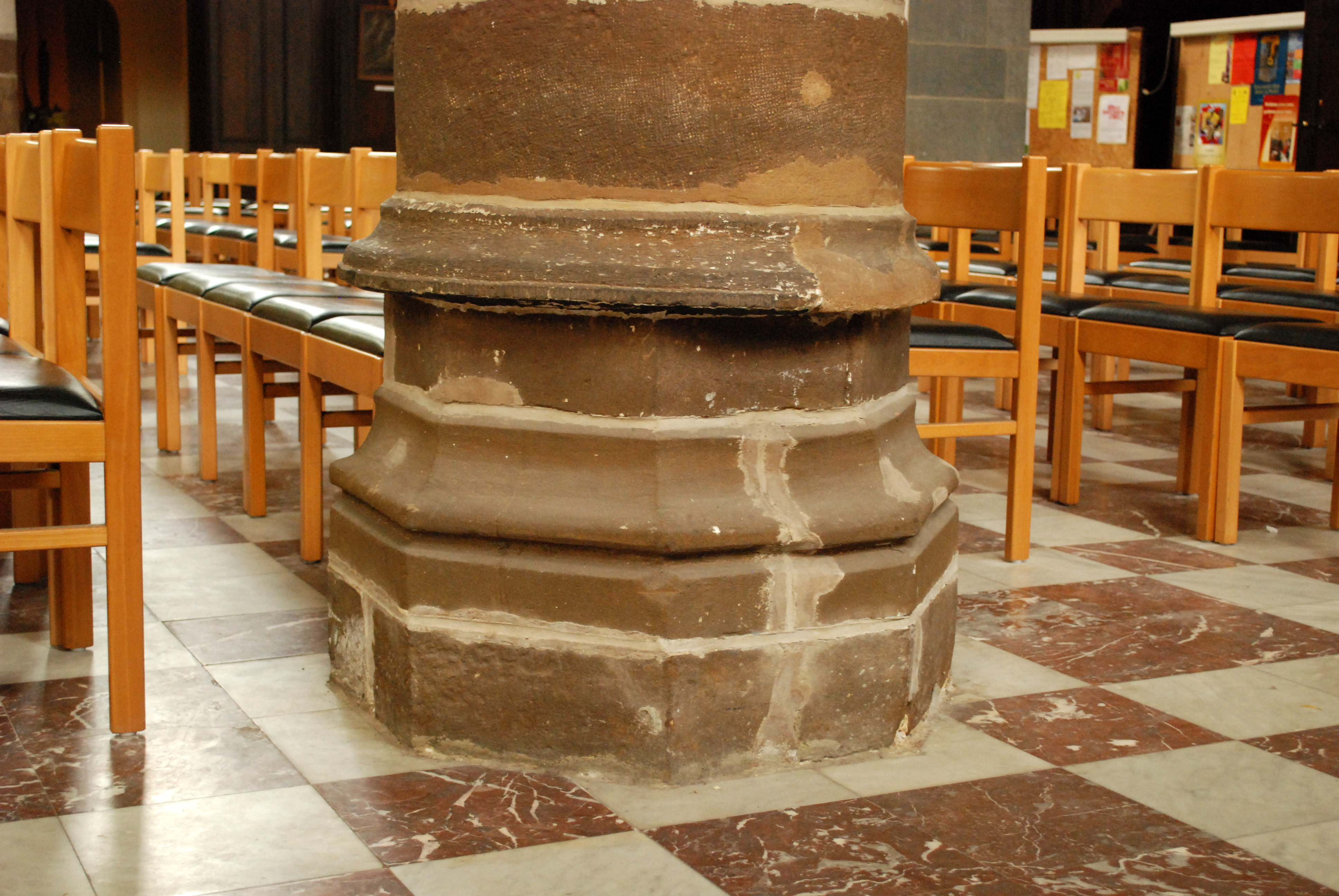
Base de colonne en grès ferrugineux.

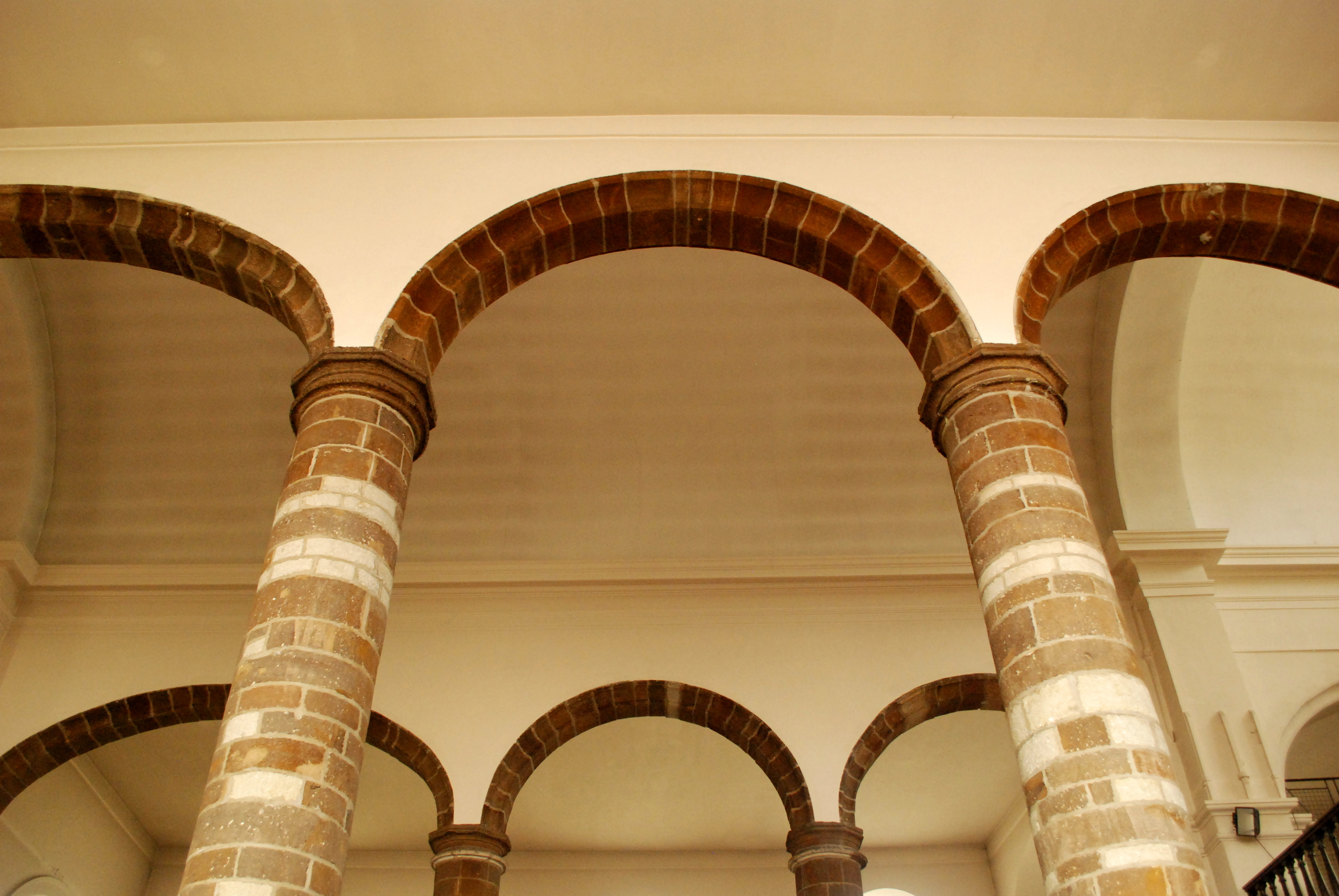
Arcs en grès ferrugineux.

L'église Saint-Martin présente un intérieur lumineux de couleur crème d'où ressort le grès ferrugineux des arcades et des colonnes.
Précédée de l'entrée située sous la tour occidentale, la nef, courte, ne comporte que trois travées dont la dernière est plus longue que les autres.
La nef est séparée des collatéraux par de belles colonnes rondes combinant grès blanc et grès ferrugineux. Ces colonnes à base et à chapiteau octogonal en grès ferrugineux supportent des arcs en anse de panier réalisés dans le même matériau.

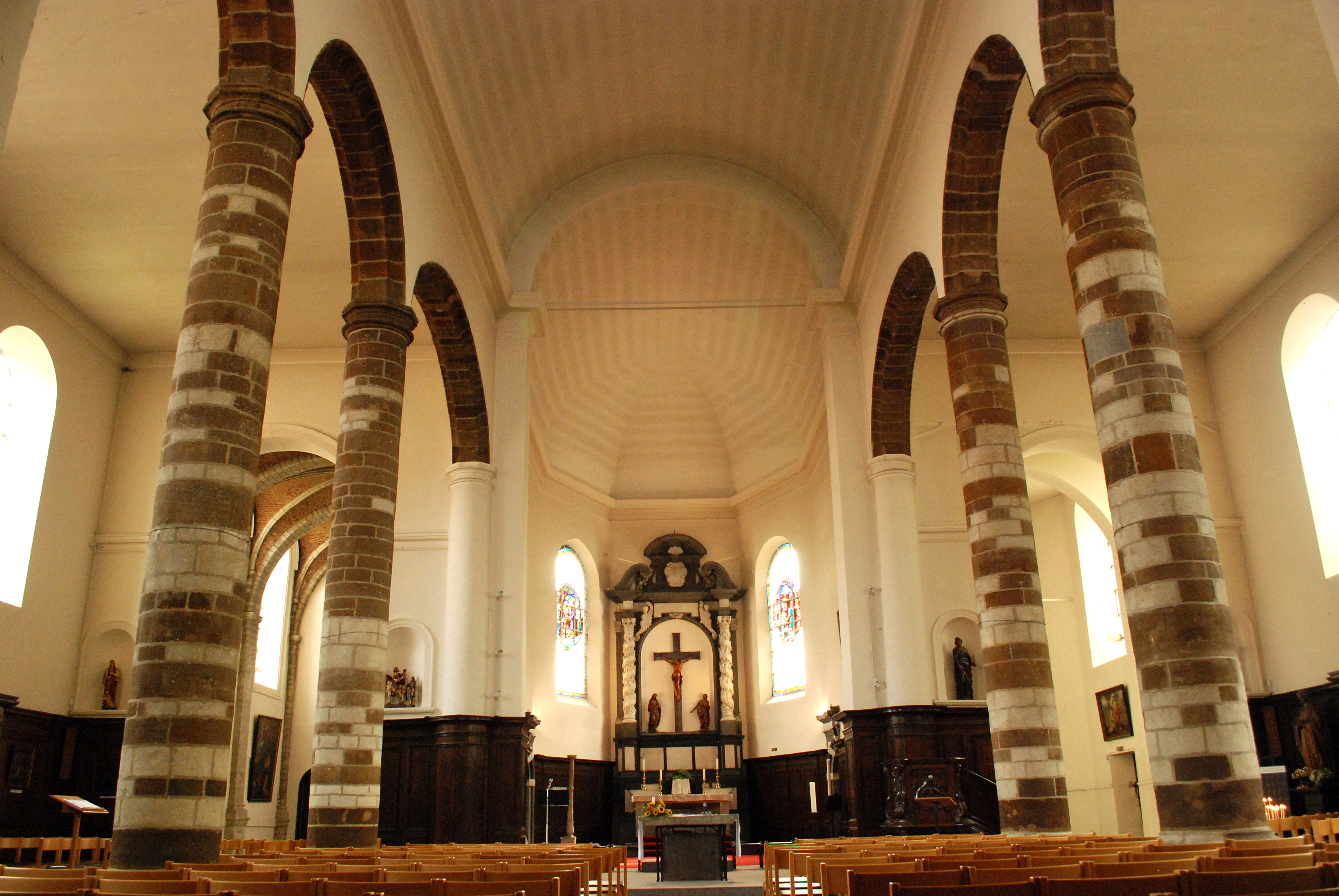
La nef et le chœur.